# Friedrich Raschig
Friedrich August Raschig (également appelé Fritz Raschig) (8 juin 1863 - 4 février 1928) est un chimiste et homme politique allemand.

## Biographie
Friedrich Raschig est né à Brandebourg-sur-la-Havel. Après avoir obtenu son doctorat en 1884 à l'université de Berlin pour son travail avec Robert Wilhelm Bunsen, il commence à travailler dans l'entreprise BASF. En 1891, il ouvre sa propre entreprise chimique à Ludwigshafen (qui fonctionne encore aujourd'hui sous le nom de « Raschig GmbH »). Il brevète un certain nombre de procédés chimiques, en particulier concernant les phénols, dont l'un est maintenant connu sous le nom de « procédé phénol Raschig », et les composés azotés — le procédé Raschig pour la production d'hydroxylamine et le procédé Olin Raschig pour la production d'hydrazine. Il développe également des améliorations à la distillation, en particulier les anneaux Raschig : petits anneaux métalliques ou céramiques utilisés dans les colonnes de distillation fractionnée commerciales.